# Hochbett

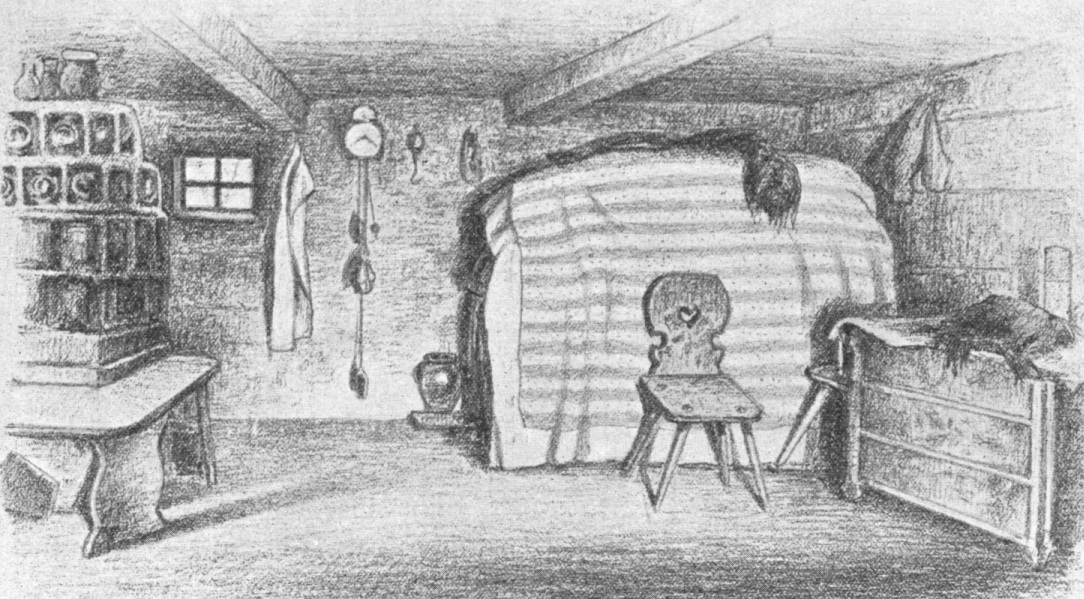
Stube aus Burg i. Spr. Zeichnung von Wilibald von Schulenburg mit Hochbett hinten rechts

Ein Hochbett ist ein Bett, dessen Liegefläche deutlich mehr Abstand zum Boden hat als bei einem gewöhnlichen Bett.
Betten mit einer Liegefläche in Höhe von ca. 60 bis 130 cm werden auch als Halbhochbett bezeichnet.
Hochbetten, unter denen sich ein weiteres Bett befindet, werden als Doppelstockbetten, Stockbetten oder Etagenbetten bezeichnet.
Manche Hochbetten stehen über einem Sofa, das auch die Form eines Ausziehbetts annehmen kann. Häufig wird der Raum unter dem Hochbett als Stauraum genutzt. Wenn dort Kopfhöhe besteht, kann der Bereich als begehbares Regal, als Ankleide oder zum Aufstellen eines Schreibtischs genutzt werden.
Die meisten Hochbetten im privaten Bereich bestehen aus Holz, seltener aus Metall.
Viele Hochbetten besitzen eine fest installierte Leiter, seltener eine steile Treppe (Stiege). Bei Halbhochbetten genügt häufig eine einzelne Trittstufe, um auf das Bett zu gelangen.
Hochbetten werden häufig eingesetzt, um kleine Räume besser auszunutzen. Wenn der Bereich unter dem Hochbett nicht unmittelbar durch ein Fenster belichtet wird, beeinträchtigt das Volumen des Bettes jedoch häufig das Raumgefühl. Abhilfe kann darin bestehen, das Bett möglichst klein zu halten und entweder deutlich über oder deutlich unterhalb der Augenhöhe zu montieren, die Flächen unterhalb des Bettes und die Seitenflächen in hellen Farben zu streichen und den Raum unter dem Bett großzügig zu beleuchten.
Um sich vor Lästlingen zu schützen, wurden Bettstätten bereits in früheren Zeiten erhöht errichtet.

## Varianten
In Wohngemeinschaften (WGs) werden manchmal ganze Zwischenetagen in Altbau-Zimmer mit großer Deckenhöhe eingezogen. So kann zusätzlicher Stauraum gewonnen werden und zugleich ein privater Rückzugsraum entstehen.
Diese Zwischenetagen werden meist auf Maß gefertigt und an die Gegebenheiten vor Ort angepasst.
Hochbetten als Spielbetten enthalten oft Klettermöglichkeiten, Kletterseile und Rutschen. Betten für kleine Kinder sind oft nur ein bis eineinhalb Meter hoch.
Beim 'mitwachsenden Hochbett'  können in der Regel die Bettpfosten verlängert werden, so dass das Bett je nach Alter des Kindes als klassische Einzelbettliege verwendet und später zum Hochbett umgestaltet werden kann.
Kinderhochbetten sollten das GS-Prüfzeichen tragen und die EU-Sicherheitsanforderung DIN EN 747-1 erfüllen. Hochbetten sollten eine Umrandung besitzen, welche die Matratzen-Oberkante mindestens 16 cm überragt. Nur im Einstiegsbereich sollte die Umrandung in einer Breite von 30 bis 40 cm unterbrochen sein. Manche Betten sind mit Absturzsicherungen mit einer Höhe von 30 cm ausgestattet.

### Etagenbett

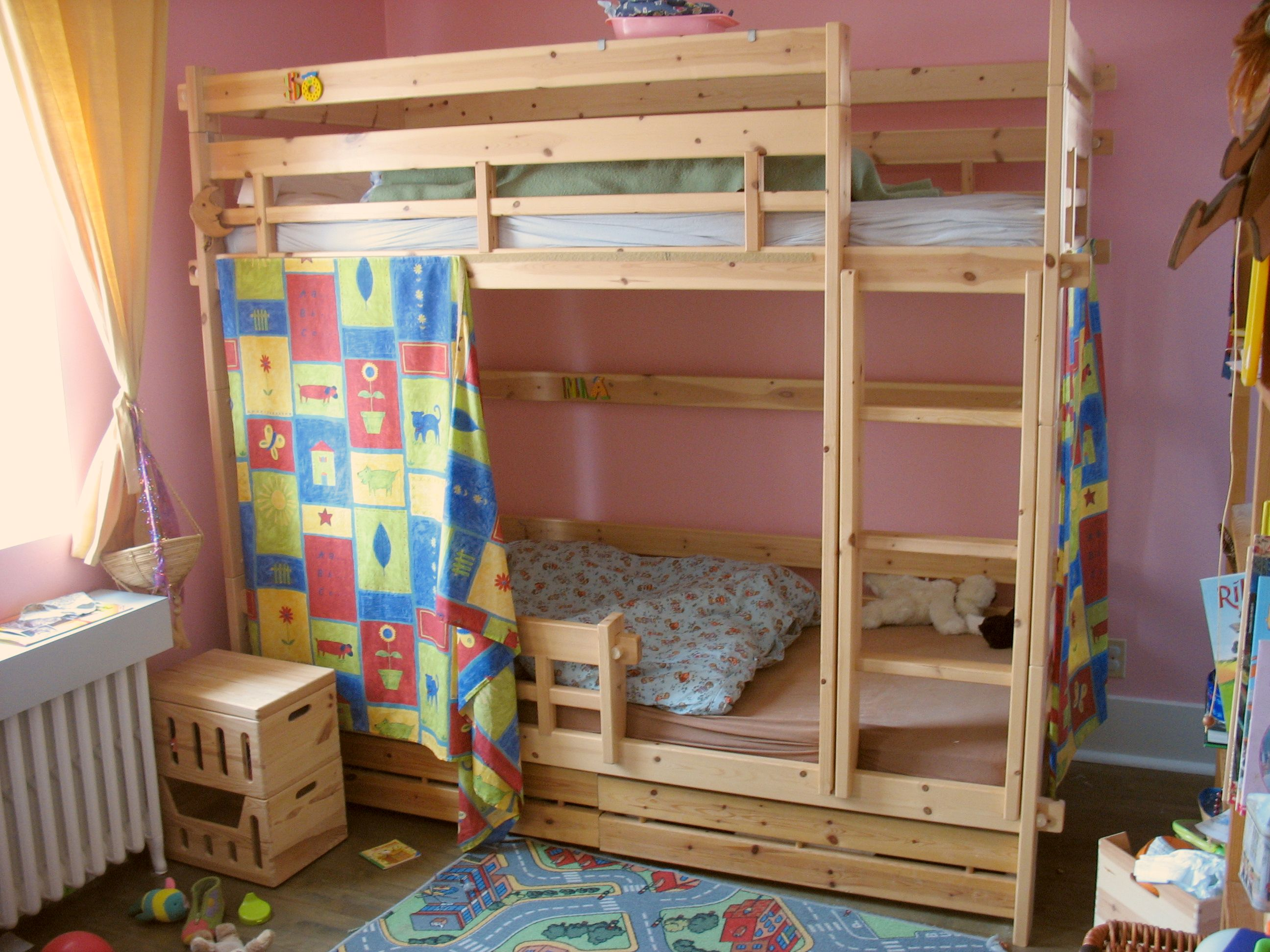
Kein Hochbett, sondern ein Doppelstockbett

Ein Etagenbett (auch: Stockbett oder Doppelstockbett) besitzt meist zwei übereinanderliegende Schlafplätze. Das untere Bett kann zusätzlich ein Ausziehbett sein. Es können auch drei Betten vertikal übereinander montiert werden. 
In Sonderfällen wird ein Einzelbett erhöht und quer über dem Kopfteil eines Doppelbetts installiert. Diese Konstruktion wird von einigen günstigen Hotel- und Motel-Ketten verwendet.
Etagenbetten finden sich häufig in Gemeinschaftsunterkünften wie Alpenhütten, Jugendherbergen, Heimen, Lagern oder Kasernen.